# Arthur Garner
Arthur Garner (* 8. Februar 1851 in Bath; † nach 1898) war ein australischer Schauspieler und Theaterunternehmer englischer Herkunft.

## Leben
Garner arbeitete zunächst für Charles J. Phipps, der vor allem als Architekt von vierzig englischen Theatern bekannt wurde. Seine Laufbahn als Schauspieler begann er als Protégé von George Gordon. Er tourte durch die englische Provinz und kam 1873 erstmals nach Melbourne, wo er drei Jahre blieb. 1879 kehrte er als Leiter der London Comedy Company (mit Fred Marshall und George Gordon als Hauptdarstellern) nach Australien zurück, und im Folgejahr eröffnete er in Adelaide das Garner’s Theatre. Ende 1881 tat er sich als Theaterunternehmer mit James Cassius Williamson und George Musgrove zusammen. Als The Triumvirat bzw. Trio kontrollierten sie bis 1890 mehrere Theater in Sydney und Melbourne und holten englische Schauspieler wie George Rignold, Dion Boucicault senior und Nellie Stewart nach Australien.
Wegen finanzieller Probleme verließ Garner 1891 das Triumvirat. In der Saison 1895–96 leitete er mit Phil Goatcher das Palace Theatre. Nach der Insolvenz 1897 kehrte er nach England zurück. Über sein weiteres Leben ist nichts bekannt. Garner war in erster Ehe mit der Schauspielerin Blanche Stammers verheiratet, die 1883 starb, in zweiter Ehe mit der Autorin Letitia Hill Martin, einer Schwester von Arthur Patchett Martin.